# 徐毅 (景泰進士)
徐毅（1422年—？），字士弘，浙江西安縣人，應天府上元縣匠籍，明朝政治人物。進士出身。

## 生平
應天府鄉試第十三名。景泰五年（1454年）甲戌科會試第九名，殿試登進士第三甲第四名。

## 家族
曾祖徐福。祖父徐彥明。父亲徐宗亮。